# Saoradh
Saoradh (en gaélique : /ˈsˠiːɾˠə/, « Libération ») est un parti politique d'extrême gauche formé par des républicains irlandais dissidents en 2016. Il est actif à la fois en république d'Irlande et en Irlande du Nord.
Il cherche à établir une république socialiste de 32 comtés sur l'île d'Irlande, considérant le statut de l'Irlande du Nord au Royaume-Uni comme une « occupation illégale ». Il s'oppose au gouvernement actuel de partage du pouvoir en Irlande du Nord, est très critique à l'égard du Sinn Féin, et soutient la libération de tous les prisonniers républicains.
Le parti s'oppose à l'Union européenne et en 2019, le parti a réaffirmé son soutien au Brexit, le vice-président Brian McKenna déclarant : « Saoradh soutient une sortie de l'UE super-impérialiste, c'est de longue date une position révolutionnaire. Nous considérons le Brexit comme une défaite pour les élites économiques et politiques de Grande-Bretagne, d’Irlande et d’Europe. ».

## Fondation
Le parti a été fondé en 2016 par d'anciens membres du 32 County Sovereignty Movement, du Republican Sinn Féin, du Parti socialiste républicain irlandais et d'autres.